# きゃりーぱみゅぱみゅテレビJOHN!
『きゃりーぱみゅぱみゅテレビJOHN!』（きゃりーぱみゅぱみゅテレビジョン!）は、メ〜テレで2011年から不定期に放送されているバラエティ番組で、きゃりーぱみゅぱみゅの冠番組。
フランスのケーブルテレビ「Nolife」でも放送される。2014年には映画版『きゃりーぱみゅぱみゅシネマJOHN!』が制作された。

## DVD
1. きゃりーぱみゅぱみゅテレビJOHN!（2012年6月6日）[2]
  1. #1「JHONはどこ行ったの？」（2011年10月18日放送）
  2. #2「まんじゅうこわい」（2012年4月10日放送）
  3. 特典映像（げーはーこ対談、楳図先生と会う、寄席の舞台を初めて見る、メイキング）
2. きゃりーぱみゅぱみゅテレビJOHN! VOL.2（2012年12月19日）[3]
  1. #3「トイプーはファンタジスタ」（2012年6月26日放送）
  2. #4「真実の瞬間」（2012年10月2日放送）
  3. 特典映像
3. きゃりーぱみゅぱみゅテレビJOHN! VOL.3（2014年12月17日）[4]
  1. 映画版『きゃりーぱみゅぱみゅシネマJOHN!』を収録。
  2. #5「おフランスの乱〜地獄のフィッシュ＆チップス」（2013年3月14日放送）も収録。フランスで撮影された回。

## 映画
『きゃりーぱみゅぱみゅシネマJOHN!』（きゃりーぱみゅぱみゅシネマジョン!）として、2014年7月12日に公開された。配給先の関係上、劇場公開はイオンシネマ限定であった。

### あらすじ
「NANDA COLLECTION WORLD TOUR 2014」の開催中、「きゃりーぱみゅぱみゅは人間ではないのではないか?」という証言。それを残して証言者は失踪した。日本に帰国後、きゃりーは本当に自分がロボットだったことに落ち込み、自分探しの旅に出ることとなる。

### キャスト
- きゃりーぱみゅぱみゅ

### スタッフ
- 監督：湧川敬介（名古屋テレビ映像）
- 原作・プロデュース：松岡雄浩（メ〜テレ）
- 脚本：吉川スミス
- 撮影：江口聡（名古屋テレビ映像）
- 美術セット：増田セバスチャン、北村美佳（エルエルエス）
- 製作委員会：きゃりーぱみゅぱみゅシネマJOHN！製作委員会（メ〜テレ、アソビシステム、ワーナーミュージック・ジャパン、イオンエンターテイメント）